# ブルーバナナ

ブルーバナナ(青色帯の部分)

ブルーバナナ（フランス語: Banane bleue、ドイツ語: Blaue Banane、オランダ語:Blauwe Banaan、英語: Blue Banana、「青いバナナ」）は、ヨーロッパにおいて社会・経済的に中核となる地域のことである。バナナ型の湾曲した形状をなし、人口密度の高さや大都市の多さなどの特徴をもち、ヨーロッパを牽引する工業地域で、大企業等の本社が所在し金融や情報の中心となっている。
ヨーロッパのメガロポリスにあたり、対象地域として、イングランドからベルギー（フランドル）、オランダ（ランドスタット）、ドイツ（ルール地方、フランクフルト、シュトゥットガルトなど）、スイス（バーゼル、チューリッヒなど）、イタリア北部（トリノ・ミラノなど）が含まれる。
ブルーバナナの名は、フランスの地理学者のロジェ・ブリュネにより命名された。この名前は、地域の形状とEUの旗の色からとられている。また、ブルーバナナはヨーロッパの背骨ともよばれる。

## 初出
- Brunet, R. 1989. Les Villes européennes, Rapport pour la DATAR, Délégation à l’Aménagement du Territoire et à l’Action Régionale. Paris: La Documentation Française. ISBN 2110022000